# La Palme
La Palme – miejscowość i gmina we Francji, w regionie Oksytania, w departamencie Aude. Gmina znajduje się na terenie Parku Regionalnego Narbonnaise en Méditerranée. 
Według danych na rok 1990 gminę zamieszkiwało 1009 osób, a gęstość zaludnienia wynosiła 37 osób/km² (wśród 1545 gmin Langwedocji-Roussillon La Palme plasuje się na 339. miejscu pod względem liczby ludności, natomiast pod względem powierzchni na miejscu 239.).

## Zabytki
Zabytki w miejscowości posiadające status Monument historique:
- Porte de la Barbacane